# Giovanni Urbani
Giovanni Urbani (Veneza, 26 de março de 1900 - 17 de setembro de 1969) foi um cardeal italiano, patriarca de Veneza.

## Biografia
Nascido em Veneza, filho de Angelo Urbani e Elisabetta Borghi, era o caçula de seis irmãos. Foi batizado em 8 de abril do mesmo ano, recebendo os sacramentos iniciais em 1906, pelo patriarca Aristide Cavallari, amigo da família. Fez seus estudos primários na escola Sant'Agnese, do Instituto de Padres Cavani, dedicado à educação de jovens. Recebeu a primeira comunhão em 21 de junho de 1910. Deu entrada no Seminário Patriarcal Santa Maria della Salute em 16 de outubro de 1913. Durante a Primeira Guerra Mundial, serviu em Cornegliano. Em 24 de setembro de 1922, é ordenado padre na Basílica dei Santi Maria e Donato di Murano.

## Vida religiosa

### Sacerdócio
Entre 1922 e 1944, exerceu as mais diversas funções eclesiásticas na arquidiocese de Veneza. Em 1 de janeiro de 1945, foi nomeado pelo Papa Pio XII como secretário da Comissão Episcopal para o Estudo dos Estatutos da Ação Católica Italiana e da Comissão para Coordenação dos Trabalhos Católicos. Em 1946, foi consagrado bispo-titular de Axomis.

### Episcopado
Na Basílica de São Marcos, em 8 de dezembro de 1946, foi consagrado pelo Cardeal Patriarca Adeodato Giovanni Piazza, O.C.D.. Entre 1946 e 1955, foi secretário e conselheiro nacional da comissão central da Ação Católica Italiana. Em 27 de novembro de 1948, foi elevado a arcebispo, como arcebispo-titular de Sardes. Em 14 de abril de 1955, foi transferido para a Diocese de Verona, mantendo o título de arcebispo ad personam. Em 11 de novembro de 1958, é nomeado Patriarca de Veneza.

### Patriarcado e Cardinalato
Como é tradição para os Patriarcas de Veneza, Urbani foi elevado a cardeal no Consistório realizado em 15 de dezembro de 1958, com o título de Cardeal-padre de Santa Priscila, sendo-lhe imposto o barrete cardinalício em 18 de dezembro. Em 19 de março de 1962, alterou seu titulus para São Marcos que é tradicionalmente atribuído aos Patriarcas de Veneza.
Participou do Concílio Vaticano II, entre 1962 e 1965. Participou do Conclave de 1963, que elegeu o Papa Paulo VI. Entre 1966 e 1969, foi presidente da Conferência Episcopal Italiana.

## Morte
Faleceu vítima de um ataque cardíaco, em Veneza, em 17 de setembro de 1969. Jaz sepultado na Basílica de São Marcos. Giovanni Urbani acabaria por se tornar um caso único da Igreja Católica, pois passou à história como único patriarca de Veneza entre dois patriarcas que se tornaram Papas.